# Ortsmuseum St. Antönien

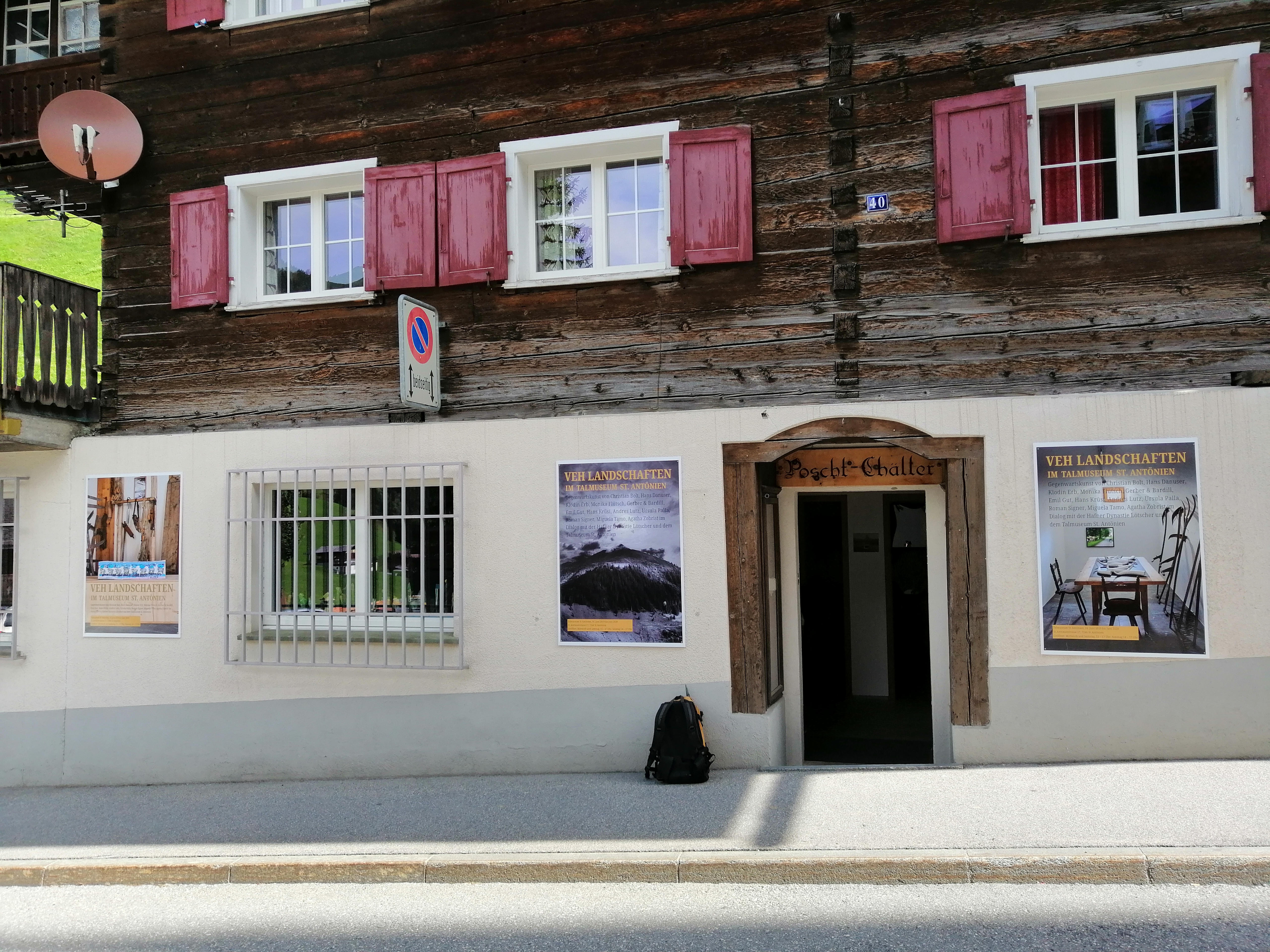
Ortsmuseum St. Antönien

Das Ortsmuseum St. Antönien (auch Talmuseum St. Antönien) ist ein Heimatmuseum in St. Antönien im Prättigau im Kanton Graubünden in der Schweiz. Es befindet sich im ehemaligen Postgebäude («Poscht Chäller») im Dorfzentrum.

## Geschichte
Die Geschichte der Walser, ihre Kultur und ihre Wanderungen sind einzigartig im Alpenraum. Sie sind geprägt von der Besiedlung der alpinen Höhenlagen, wo die Walser eine naturnahe Kulturlandschaft schufen, die vielerorts noch intakt ist, aber gepflegt werden muss. Die Kulturgruppe St. Antönien fördert den kulturellen Bereich der Walserkultur in der Talschaft St. Antönien.
Mitglieder der 1993 gegründeten Kulturgruppe begannen wertvolle alte Kulturgegenstände zu sammeln und gründeten gleichzeitig ein Ortsmuseum, um sie dort der Öffentlichkeit zugänglich zu machen. Die Kulturgruppe unterhält das Ortsmuseum mit permanenten Ausstellungen (Lötscher Töpfereien, Höhlenbären der Sulzfluh, historische Landwirtschaft, St. Antönierkirche) und Wechselausstellungen und veranstaltet andere kulturelle Aktivitäten.
Als die Bündner Regierung im Dezember 2002 das kommunale Gesetz abänderte, um auf den 1. Mai 2003 Kehrichtsackgebühren einführen zu können, musste befürchtet werden, dass noch vor diesem Termin alte Kulturgegenstände entsorgt würden und für die Nachwelt für immer verloren wären. Deshalb wurde mit einer Sammelaktion versucht zu retten, was noch zu retten war.

## Ausstellungen
Zur historischen Sammlung gehören grösstenteils selbstgefertigte Gebrauchsgegenstände aus den Streusiedlungen Ascharina, Aschüel, Schwendi, Meierhof, Büel, Litzirüti, Sunnirüti, Stapfen und Partnunstafel. Die in der Tradition der Walserkultur hergestellten Gegenstände sind aus der Wohnkultur (Spinnräder, Webstühle, Spielsachen, Mausefallen, Lötscher-Keramik usw.) und Geräte der Berglandwirtschaft (Heugabeln, Sensen, Butterfässer, Melkeimer usw.).
St. Antönien war Heimat der Kunsthandwerkerdynastie Lötscher, die während vier Generationen im Ortsteil Ascharina die St. Antönien-Keramik herstellte (Becher, Tassen, Weinkannen, Kaffeekannen, Töpfe, Wandbrunnen, Handwaschbecken, Teller usw.).

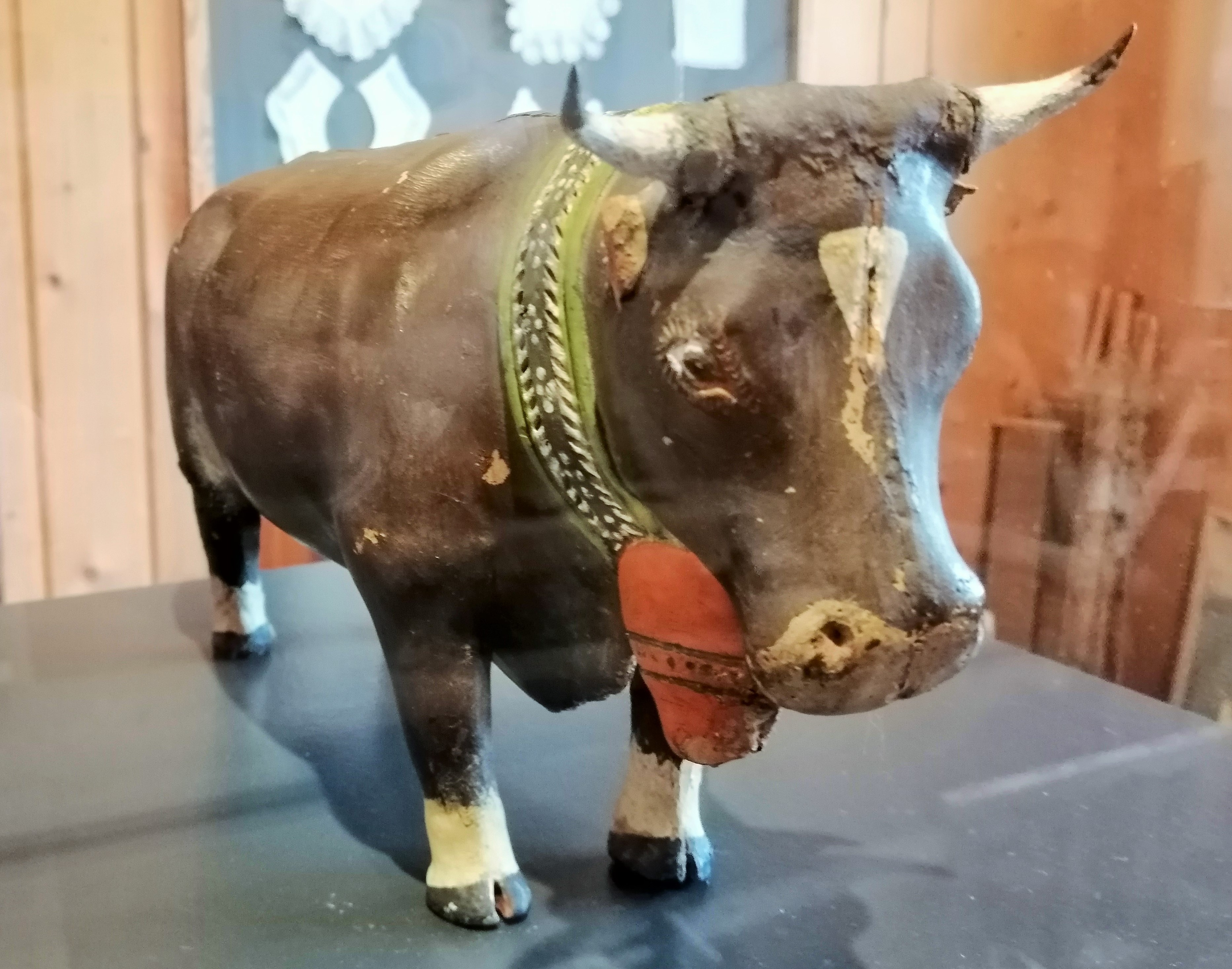
Kachelofenkuh, Lötscher-Keramik

Unter dem Titel «VEH Landschaften» präsentiert das Ortsmuseum St. Antönien vom Juni 2019 bis Juni 2020 Gegenwartskunst von 13 Künstlern, welche eine Verbindung zum Tal und dessen Geschichte haben und Bezüge zu den ausgestellten Objekten der St. Antönien-Keramik der Lötscher-Dynastie herstellen.
Seit dem 11. Februar 2020 kann man die gesamte Keramiksammlung des Museums auch Online begutachten.